# Chicago Board of Trade Building
Chicago Board of Trade Building je mrakodrap v americkém městě Chicago. Nejvyšší bod budovy se nachází 184 m nad úrovní ulice W. Jackson Boulevard. Původním vlastníkem stavby byla společnost Chicago Board of Trade (CBOT), podle něhož nese dodnes název. V současnosti je hlavním nájemníkem společnost CME Group, která vznikla v roce 2007 spojením CBOT a Chicago Mercantile Exchange.
Sídlo Board of Trade původně sídlilo na 101 South Water Street. V roce 1856 bylo přestěhováno na roh ulic South Water a LaSalle Street. Po přestěhování na South Water Street v roce 1860 bylo plánováno první stálé sídlo v Chamber of Commerce Building na rohu LaSalle Street a Washington Street. V ní bylo sídlo BoT od roku 1865 do roku 1871, kdy stavbu zničil Velký požár v Chicagu. Dalším dočasným sídlem se dva týdny po požáru stala budova známá jako Wigwam.

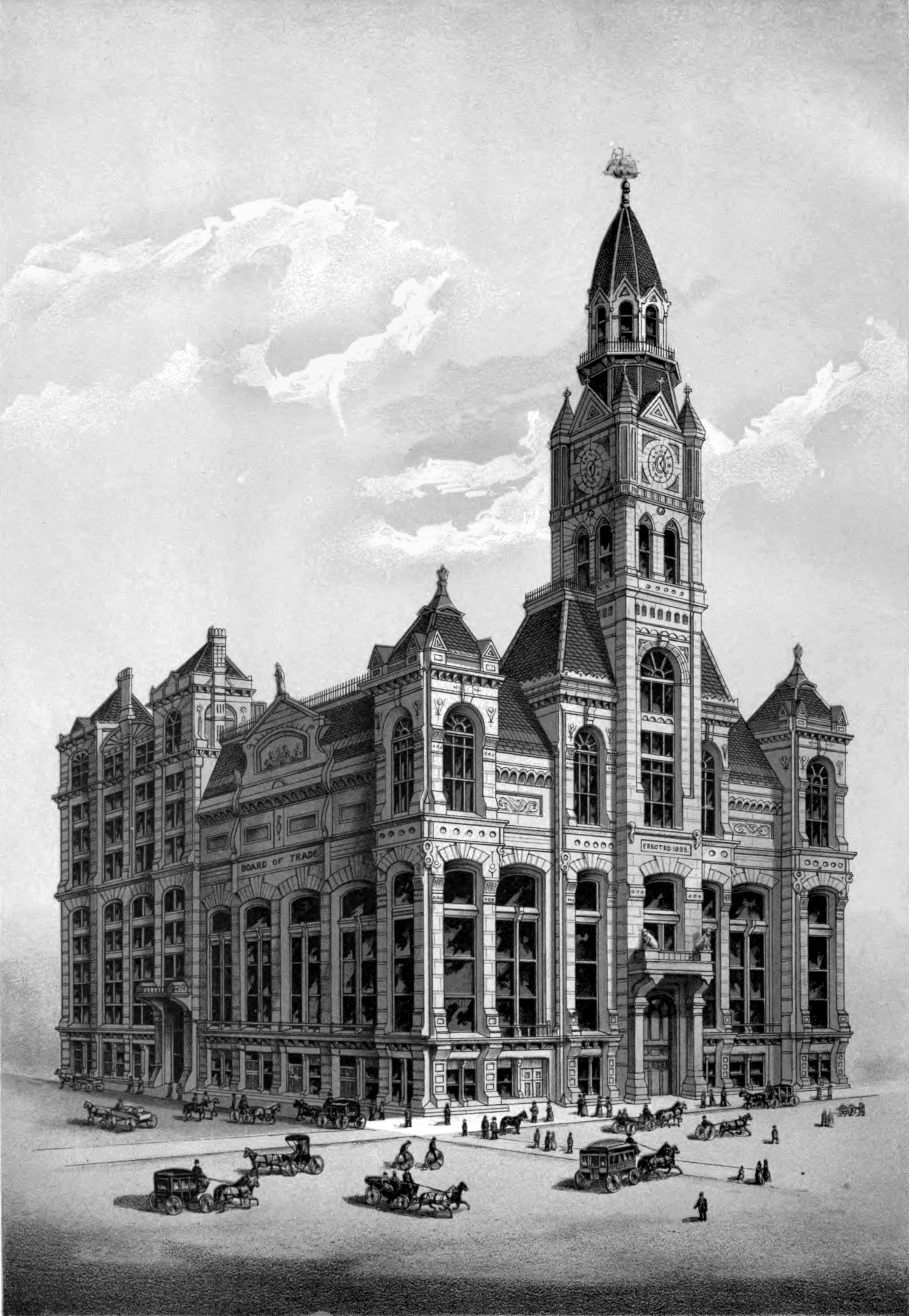
Budova Bot z roku 1885

V roce 1882 začala výstavba nové budovy CBOT. Trvala tři roky a byla otevřena byla 1. května 1885. Jejím architektem byl William W. Boyington, známý zejména díky návrhu Chicago Water Tower. Budova se s celkovou výškou 98 m stala nejvyšší v Chicagu. V budově se nacházelo 10 pater. Věž byla zničena v roce 1895. Sama stavba byla zničena v roce 1929 kvůli stavbě nové a sídlo CBOT bylo dočasně přemístěno na roh ulic Van Buren a Clark Street.
V roce 1925 CBOT pověřil architektonickou společnost Holabird & Root vypracováním návrhu současné budovy. Nová, 184 m vysoká stavba vznikala v letech 1929–1930 ve stylu Art Deco a otevřená 9. června 1930. Po dokončení se stala nejvyšší budovou města Chicago.